# Flavio Chigi
Flavio kardinál Chigi (10. května 1631, Siena – 13. září 1693, Řím) byl italský římskokatolický duchovní, biskup a kardinál z rodu Chigiů.

## Život
Narodil se 10. května 1631 v Sieně jako syn Maria Chigiho a Berenice della Ciaia. Studoval filosofii a práva.
Doprovázel svého strýce Fabia kardinála Chigiho (pozdějšího papeže Alexandra VII.) v delegaci do Německa, aby zde vyjednal mír. Poté se vrátil zpět do Itálie. Získal doktorát utroque iuris (kanonické a civilní právo). Stal se apoštolským protonotářem. 3. června 1656 byl jmenován guvernérem města Fermo a 1. prosince 1656 referendářem Tribunálu Apoštolské signatury spravedlnosti a milosti.
Dne 9. dubna 1657 jej papež Alexandr VII. jmenoval kardinálem a 23. dubna 1657 převzal kardinálský biret a titulární kostel Santa Maria del Popolo.
16. dubna 1657 se stal dozorcem pro všeobecné záležitosti Svatého stolce a 21. dubna stejného roku prefektem Kongregace pro zdravotnictví. Dále působil jako arcikněz Lateránské baziliky, knihovník Svaté Římské církve, prefekt Apoštolské signatury, prefekt kongregace pro Hranice církevního státu, camerlengo.
18. března 1686 se stal kardinálem-biskupem z Albana. Biskupské svěcení přijal 24. března 1686 z rukou kardinála Paluzza Paluzzi Altieriho degli Albertoni a 19. října 1689 byl titul přesunut do Porto e Santa Rufina. Až do své smrti byl vice-děkanem Kolegia kardinálů kterým byl jmenován 19. října 1689.
Zemřel 13. září 1693 v Římě. Jeho tělo bylo vystaveno v bazilice Santa Maria del Popolo a poté pohřbeno v rodinné kapli této baziliky.
Byl synovcem papeže Alexandra VII., strýcem Antonia Feliceho kardinála Zondadariho a bratranec Sigismonda kardinála Chigiho.